# La Serpiente Uróboros
La Serpiente Uróboros (en inglés: The Worm Ouroboros) es una novela perteneciente al género de fantasía heroica, escrito por Eric Rücker Eddison, publicada por primera vez en 1922. El libro describe la prolongada guerra entre el rey Gorice gobernante de Brujolandia y los señores de Demonlandia, en un mundo fantástico que se presenta principalmente con una ambientación medieval y en parte como una reminiscencia de las sagas nórdicas. Está ligeramente relacionada con la obra de Eddison publicada más tarde la Trilogía Zimiamvian, y en su conjunto se refiere a veces a la serie Zimiamvian.
El libro fue ilustrado por Keith Henderson (1883-1982), que también ilustró libros de Geoffrey Chaucer y WH Hudson.

## Argumento
La historia que se enmarca en los dos primeros capítulos describe el mundo de la novela como Mercurio, aunque es claramente una versión de fantasía de la Tierra, un "mundo secundario"; no se hizo ningún esfuerzo por cumplir con el conocimiento científico sobre Mercurio, tal como se conocía cuando se escribió la obra. En una serie de circunstancias los personajes se refieren a su tierra como la Tierra Media, que aquí se utiliza en su sentido original de "mundo conocido", y los dioses adorados tienen los nombres de deidades de la mitología griega.
Curiosamente, la historia enmarcada como introductoria tiene un comienzo, pero de esta no se conoce nada una vez que empieza la aventura de fantasía real (el encuadre, como técnica, por lo general abre y cierra una historia aparte antes de entrar con el contenido dentro de la trama narrativa.)
La historia de encuadre introduce a los principales señores de Demonlandia: los hermanos Juss, Spitfire, Goldry Bluszco y su primo Brándoch Dahá. La historia comienza en serio cuando un enano embajador de Brujolandia llega a Demonlandia para exigir que los demonios reconozcan al rey Gorice XI de Brujolandia como su señor. Juss y sus hermanos contestan que ellos y todos en Demonlandia lo reconocerán si el rey, un famoso luchador, puede derrotar a Goldry Bluszco en un combate de lucha libre sin armas.
El encuentro se llevó a cabo en el territorio neutral de las Islas Foliot, y Gorice resultó muerto. Su sucesor (o su reencarnación), Gorice XII, es un mago que hace desaparecer a Goldry y lo lleva a una montaña encantada prisión, por medio de un conjuro peligroso que requiere la ayuda del astuto goblin traidor, el Señor Gro.
Mientras el señor Spitfire envía de nuevo órdenes para levantar un ejército de Demonlandia, el señor Juss y su primo Brándoch Dahá, ayudado por el rey de Goblinlandia Gaslark, intentan un asalto a Carcé, la capital de los brujos, donde piensan que fue llevado Goldry. El rescate falla, los goblins huyen, y al mismo tiempo Juss y Brándoch Dahá son capturados. Se escapan con la ayuda de La Fireez, el príncipe de Trasgolandia y vasallo del rey Gorice, que les ayuda a un gran costo personal, porque tiene una deuda de honor.
Juss y Brándoch Dahá regresan a casa en Demonlandia y luego inician una expedición para rescatar a Goldry Bluszco de su terrible prisión, en algún lugar más allá de las montañas de Duendelandia. El Señor Spitfire se vuelve a quedar atrás para dirigir los ejércitos de Demonlandia contra una esperada invasión de Brujolandia.
La armada de la expedición es derrotada y su ejército aniquilado. Juss y Brándoch Dahá se reúnen con tres extraños héroes encantados de tiempos pasados, y el señor Juss más tarde casi muere por una mantícora. Después de un año de vagar, suben al poderoso pico de Koshtra Pivrarcha y luego intentan escalar el aún más difícil pico de Koshtra Belorn. Antes de llegar a la cima del Koshtra Belorn, se encuentran con la reina Sofonisba, un ser real de esa zona a la que los dioses habían concedido la eterna juventud cuando su reino fue arrasado por los brujos.
Es por Sofonisba que se enteran de que Goldry se encuentra en una prisión en la parte superior de Zora Rach Nam, una montaña que no se puede subir y cuyo pico está rodeado por incesantes llamas. Solo hay una manera de sortearlo: tienen que encontrar un huevo de hipogrifo y uno de ellos debe viajar en el hipogrifo recién nacido. La Reina Sofonisba le da un huevo de hipogrifo al señor Juss. Por desgracia, su compañero queda en solitario, el nativo de Duendelandia Mivarsh Faz (sabiendo que tendrá que caminar de regreso a casa sola, si los demonios obtienen el hipogrifo) roba el huevo y trata de usarlo él mismo, causando su muerte. El Señor Juss y Brándoch Dahá toman el camino hacia su hogar, pues la búsqueda no ha tenido éxito. Pero la situación no es desesperada, ya que Martlet, una de los exploradores de la reina Sofonisba, les ha informado de la existencia de otro huevo de hipogrifo que yace en el fondo de un lago en Demonlandia.
Mientras tanto, los ejércitos de Brujolandia ya han atacado a Demonlandia. El Duque Corsus es el primer jefe del ejército de Brujolandia y conquista parte de Demonlandia, pero es derrotado por Spitfire. Un nuevo ejército de Brujolandia, bajo el mando del señor Corinius, vence a Spitfire y conquista la mayor parte de Demonlandia, incluyendo el castillo de Krothering, que había sido vigilado por su hermana la señora Mevrian de Brándoch Dahá.
En este punto, señor Gro cambia de bando y ayuda a la señora Mevrian a escapar de las garras de Corinius, que desea casarse con ella en contra de su voluntad. Unos meses más tarde, el señor Juss y Brándoch Dahá regresan y expulsan a los brujos de Demonlandia.
Equipado con un nuevo huevo hipogrifo, el señor Juss hace un segundo intento de rescatar a su hermano, y esta vez tiene éxito. Sin embargo, sus fuerzas se encuentran atrapadas en un mar interior por la marina de Brujolandia; obligados a combatir directamente, destruyen por completo la marina de guerra. La Fireez muere en esta batalla.
Los demonios luego navegan a Carcé y se enfrentan a las fuerzas restantes de Brujolandia en una lucha culminante. En la batalla, el señor Gro es instado por Córund a que cambie de bando; Gro responde matando a un demonio y se deja matar por Spitfire. Córund muere a causa de las heridas que sufre al luchar con los héroes de Demonlandia.
Sus ejércitos habían fracasado, el rey Gorice intenta otra terrible invocación, pero carece de la ayuda de Gro, por lo que es incapaz de completar el hechizo y se destruye. El Duque Corsus envenena a los nobles restantes de Brujolandia, y se deja matar por el moribundo Corinius.
Aunque han salido triunfantes, los señores demonios encuentran que la victoria es amarga porque no hay más enemigos dignos de su heroísmo, no hay más grandes acciones que realizar. Sofonisba, tratando de recompensar su heroísmo, reza para que los dioses devuelvan al mundo la forma en la que había estado cuatro años antes. Y así, con un estruendo de trompetas, llega un embajador de Brujolandia, "ansia público presente" y la historia comienza de nuevo.

## Personajes
Habitantes de Demonlandia y sus aliados:
- El Señor Juss: es el principal señor de Demonlandia y un jefe que participa en la mayoría de las batallas en la historia. También dirige dos expediciones para rescatar a su hermano Goldry Bluszco.

- Goldry Bluszco: es el hermano del héroe y uno de los principales señores de Demonlandia. Bluszco tiene dos hermanos, el señor Juss y el señor Spitfire. A diferencia de sus hermanos, Bluszco estaba comprometido para casarse con la princesa Armelline de Goblinlandia.

- Señor Spitfire: es un señor demonio que pasa la mayor parte de la historia en Demonlandia y lucha contra las diversas invasiones provenientes de Brujolandia. Su principal residencia es el castillo Owlswick.

- Brándoch Dahá: es un señor de Demonlandia y el mejor espadachín de su edad. Después de que Corinius lo despide de su castillo en Krothering, Brándoch Dahá jura venganza contra Corinius.

- Señora Mevrian: es una gran dama de Demonlandia y la hermana de Brándoch Dahá, que se queda con la tarea de defender el castillo de su hermano en Krothering contra el ejército de Corinius. Después de un asedio, el castillo es tomado y la señora Mevrian tiene que defenderse de los avances de Corinius. Ella es capaz de escapar solo con la ayuda de Heming, Cargo (hijos de Córund) y el señor Gro, que traiciona a Brujolandia para ayudarla.

- Príncipe La Fireez: es el gobernante de Trasgolandia. Brujolandia ha afirmado la soberanía sobre su territorio, pero es un aliado firme de los demonios a modo de pago al señor Juss por salvar su vida. Él muere en una batalla naval.

Habitantes de Brujolandia y sus aliados:
- Gorice: es el rey de Brujolandia, gobernando desde Carcé, del que se dice que es un solo rey con doce encarnaciones. Su undécima encarnación, un campeón de lucha, muere en un combate contra Goldry Bluszco; su duodécima, un brujo, lleva un anillo de sello con la forma de los uróboros del título del libro.

- Corinius: es un caudillo guerrero de Brujolandia, lleno de vida y ambición. Es un enemigo de Demonlandia, y como guerrero tiene cierta habilidad, por lo que en algunas acciones bélicas gana el respeto por parte de los señores de Demonlandia. Es envenenado por el Duque Corsus y muere justo después de que los demonios toman Carcé.

- El Duque Corsus: es uno de los líderes de los ejércitos de Brujolandia. El Duque Corsus era el jefe militar en una guerra que tuvo lugar una década antes de que comience la historia. Corsus es astuto y hábil, pero propenso a beber y ya no es tan joven. Justo antes de que los demonios conquisten Carcé, este envenena a Corinius, a su esposa Zenambria, a su hijo Dekalajus, el hijo de Córund Viglus, y el hijo de Córund Heming. Corinius lo mató cuando se dio cuenta de que Corsus lo había envenenado.

- El Señor Córund: es el dirigente militar de los ejércitos de Brujolandia. Es un hombre noble, un guerrero poderoso, y tiene algo de respeto por parte de los personajes principales. Córund conduce el ejército Brujolandia durante la expedición a Demonlandia y Duendelandia. Resulta mortalmente herido por el señor Juss.

- El Señor Gro: es asesor de Brujolandia; después, es un aliado de Demonlandia. Gro es originario de Goblinlandia y fue el hermano de leche del rey Gaslark antes de que cayera. Gro es un explorador famoso y escribió un libro sobre sus viajes por Duendelandia. Gro proporciona una ayuda crucial para el rey Gorice XII de Brujolandia cuando este convoca la magia que lleva a Goldry Bluszco a distancia hasta su prisión. Actúa como asesor y mensajero de confianza del Rey con respecto a la campaña en Demonlandia. Aquí conoce y se enamora de la hermana de Brándoch Dahá, la señora Mevrian. Debido a su amor, este traiciona al ejército de Brujolandia y ayuda a escapar a Mevrian Corinius después de que Corinius capture el castillo de su hermano en Krothering.

- Señora Prezmyra: es la joven esposa de Córund y la hermana de La Fireez de Trasgolandia. Es una amiga cercana del señor Gro, y se envenena después de la muerte de su marido y su hermano, cuando los demonios conquistan Carcé.

## Los reinos de Mercurio
Las naciones con nombre y los países en Mercurio son:
- Brujolandia

- Demonlandia

- Trasgolandia

- Duendelandia

- Goblinlandia

- Las islas de Foliot

- La tierra Zimiamvia (más allá del mundo conocido)

- Los necrófagos, aniquilados en una guerra genocida unos pocos años antes de la historia se abre

El rey de Brujolandia afirma enseñorear una serie de lugares que no se describen (página 12):
- Duque de Buteny y Estremerine

- Comandante de Shulan, Thramnë, Mingos, y Permio

- Guardián de las Marcas Esamocian

- Duque de Rastreo

- Rey de Paramount Beshtria y Nevria

- Príncipe de Ar

- Gran Señor de Ojedia, Maltraëny, Baltary, y Toribia

A pesar de los nombres de los países, todos los personajes del libro son reconociblemente humanos y todos ellos son de la misma especie, o por lo menos capaces de casarse entre sí (por ejemplo, Goldry Bluszco y la princesa Armelline, y el señor Córund y Lady Prezmyra). Brujolandia, Demonlandia y otros parecen ser nombres de países, como Inglaterra y Francia. Cuando se presentan en primer lugar, los demonios se consideran que tienen cuernos en la cabeza, pero estos cuernos no se mencionan de nuevo en la historia, ni se dice si los otros pueblos tienen cuernos.

### Mapas
Gerald Hayes, un cartógrafo de la Royal Navy, creó el primer mapa de Uróboros alrededor del año 1925 a partir de la evidencia interna, y más tarde, en consulta con Eddison. Afirma en una carta a C. S. Lewis que consiguió la aprobación de Eddison "como una verdadera presentación de todas las tierras, los mares y los países de su historia."
Otro mapa del mundo hecho por Bernard Morris fue publicado en Crepúsculo Zine No. 4 y reimpreso en el libro Un Atlas de la fantasía (compilado por Jeremiah Benjamin Post) en 1979.
Otro mapa de estas tierras creadas por JB Hare en 2004, muestra The world of The Worm Ouroboros El mundo de La Serpiente Uróboros. Para un mapa alemán hecho por Erhard Ringer, véase Der Wurm Ouroboros

## Antecedentes
Las investigaciones realizadas por Paul Edmund Thomas (quien escribió una introducción a la edición de 1991 de Dell) muestra cómo Eddison comenzó imaginando las historias que se convertirían en La Serpiente Uróboros a una edad muy temprana. Un cuaderno titulado El libro de dibujos con fecha 1892 y creado por Eddison se encuentra en la Biblioteca Bodleiana. En este libro hay 59 dibujos a lápiz, con subtítulos del autor, que contienen muchos de los héroes y villanos de la obra posterior. Algunos de los dibujos, como el asesinato de Gallandus a manos de Corsus y el señor Brándoch Dahá desafiando al señor Córund, representan acontecimientos de Uróboros.
Como era de esperar, existen diferencias significativas entre las ideas de un niño de 10 años de edad y el trabajo de un hombre de 40 años de edad. Quizás el cambio más interesante sea en el carácter del señor Gro. En los dibujos el señor Gro es un héroe de gran habilidad y valor, mientras que en el libro es un personaje conflictivo, incapaz de escoger un bando y adherirse al mismo. Otro cambio curioso es que Goldry Bluszco es el héroe principal de los dibujos, pero luego está fuera del escenario en una prisión encantada durante la mayor parte de la novela.
Muchas personas (inclusive JRR Tolkien) se han preguntado y criticado los curiosos nombres de Eddison para sus personajes (por ejemplo, La Fireez, Fax Fay Faz), lugares y países. Según Thomas, la respuesta parece ser que estos nombres se originaron en la mente de un niño, y Eddison no pudo, o no quería, cambiarlos cuando los escribió treinta años más tarde.

## Significado del título

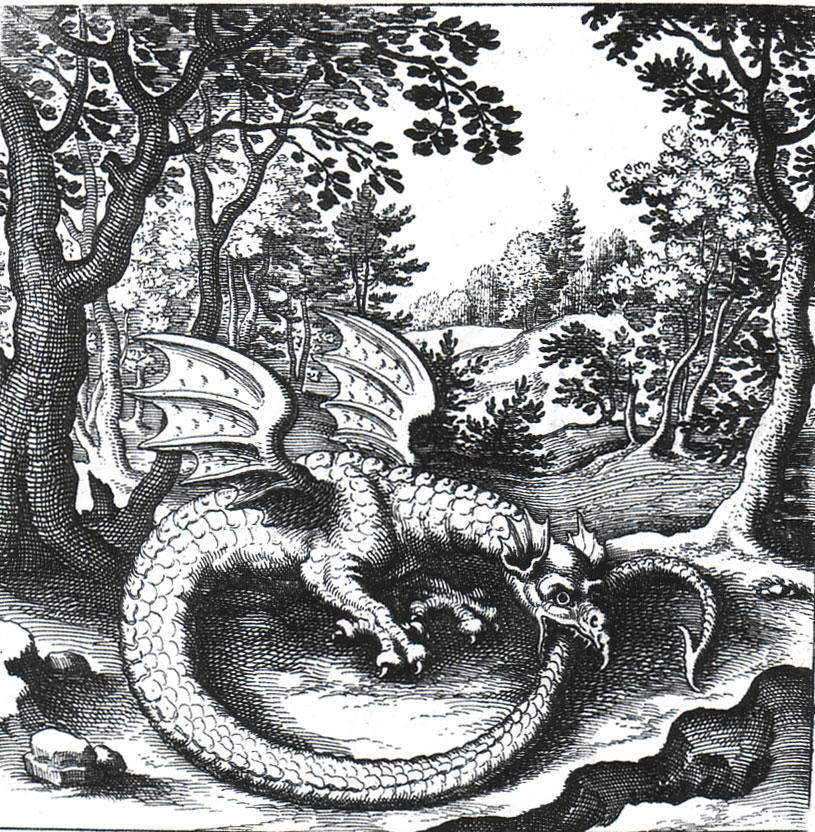
Grabado por Lucas Jennis

El título se refiere a Uróboros (Jörmundgander en la mitología nórdica), la serpiente o dragón que se traga su propia cola y, por lo tanto, no tiene final (en inglés Antiguo, la palabra "gusano" podría significar una serpiente o dragón).
Al igual que el Uróboros, la historia termina en el mismo lugar, ya que comienza cuando los protagonistas se dan cuenta de que sus vidas tienen poco valor sin el gran conflicto y el deseo de que pudiera continuar, y se les concede su deseo.
El tema de la repetición impregna la obra. Cerca del comienzo y de nuevo cerca del final, un rey de Brujolandia muere, Carcé es atacado y Gorice XII lleva a cabo una conjuración en hierro de la torre de la fortaleza. Hay dos misiones para encontrar y recuperar a Goldry Bluszco. Tres ejércitos, bajo la influencia de un encantamiento, se persiguen unos a otros en una campaña sin fin hasta que los héroes rompen el ciclo en su búsqueda.

## Comparación con otras obras
La Serpiente Uróboros es a menudo comparada con El Señor de los Anillos de J.R.R. Tolkien (que es anterior por 32 años). Tolkien leyó La Serpiente Uróboros y lo alabó en su impresión. C. S. Lewis escribió un breve prólogo a una antología de la obra de Eddison, incluyendo La Serpiente Uróboros, en el que llega a la conclusión de que "Ningún escritor puede decirse que pueda recordarnos a Eddison."
En contraste con El Señor de los Anillos, en que la Mythopoeia es central, Eddison hace pocas referencias a la mitología ya sea real o una mitología inventada a la manera del Silmarillion. Un ejemplo de esto es que Eddison crea ad hoc los nombres de personas y lugares, frente a la invención de la totalidad de las lenguas por parte de Tolkien.
Si bien El Señor de los Anillos está escrito en su mayoría en inglés moderno, Eddison escribió La Serpiente Uróboros en gran medida en inglés del siglo XVI, haciendo uso de su experiencia en la traducción de sagas nórdicas y la lectura medieval y de la poesía del Renacimiento; un enfoque casi único entre las novelas de fantasía populares. Eddison incorpora una serie de poemas modernos tempranos reales en la historia, incluyendo el Soneto 18 de Shakespeare, todo meticulosamente acreditado en un apéndice.
La moral de la historia también ha sido descrita como poco común en la fantasía moderna; en particular, se diferencia claramente del heroísmo del hombre común de Tolkien en una lucha contra el mal y de la alegoría cristiana de C. S. Lewis. Los señores demonios sostienen la vieja ética guerrera nórdica de la lealtad y la gloria. Los líderes de Brujolandia son considerados como adversarios nobles y dignos; en el capítulo final, Goldry Bluszco los compara muy favorablemente con las "razas" inciviles de Duendelandia.

## Recepción e influencia
El crítico del New York Times Edwin Clark elogió la novela ricamente, diciendo: "Esta novela tiene la vulgaridad y el estilo de los isabelinos. Tiene una exuberancia de grandes apetitos y una vida vigorosa. Va más allá de toda la vida ordinaria. Se quema con la maravilla y el asombro del exceso". Pero Clark también señaló que Eddison "es estilístico de la manera grande y heroica que evoca la belleza y la vida vigorosa, pero nos parece que, sin perjuicio de su encanto verbal, hay una pérdida de la belleza en su paso de la atmósfera saturada con el glamour de la naturaleza, y podría haber eliminado gran parte de esta para que acelere la acción de su narración a un ritmo más atractivo."
En la revisión de una edición de 1952, Boucher y McComas elogiaron ricamente la novela y la describieron como "una de las principales novelas imaginativas de este siglo" y "la creación detallada de una historia ajena vívidamente heroica". En particular elogiaron "el estruendo resonante de su prosa, el tremendo ímpetu de su narración, [y] la magnífica audacia (y la coherencia con severidad convincente) de sus conceptos de fantasía." Donald Barr declaró que Eddison escribió "en una prosa heroica destaca gestos ceremoniales y tropos de la gran época de la metáfora y describe la serpiente como "bastante única entre las novelas modernas", como "una narración del acontecimiento puro", donde, con una única excepción, "nunca estamos en el interior de un personaje, solo se nos dan las acciones".
En 1963, Avram Davidson alabó la novela de prosa diciendoː "abundan en el bello lenguaje citable" y su historia como una de "guerra, brujería, aventura, conspiración, violencia, derramamiento de sangre y sobre todo intriga". Davidson, sin embargo, criticó la concepción de Eddison, diciendo que "Uróboros es un clásico, pero no es y no puede ser un gran clásico" porque carece de "la humanidad", el detalle realista de grandes obras como las mil y una noches, donde los personajes "no dan simplemente un beso y declaman su postura." Sin embargo, Max J. Patrick, también en su revisión de la edición de bolsillo de Xanadu, desestimó la novela como "una épica pseudoossiánica, los adolescentes en el tono y pretenciosamente arcaica", aunque comentar que "a veces consiga Eddison la espléndida prosa y el artificio magnífico adecuados a sus sagas."
Karl Edward Wagner fue influenciado por La Serpiente Uróboros cuando era un adolescente. Michael Swanwick cita a Uróboros en Los dragones de Babel.
En 1983, EF Bleiler alabó La Serpiente Uróboros diciendo que "sigue siendo el mejor de fantasía heroica".

## Historia de la publicación
- Publicación original en 1922, Londres, por Jonathan Cape con ilustraciones de Keith Henderson

- 1924: "nuevas y más baratas Ediciones", Jonathan Cabo (en realidad las copias rehechas de la primera edición con una página insertada cancelada en la que se enumeran los detalles de publicación de esta 'edición')

- 1926: Libro de tapa dura estadounidense sacado por Albert & Charles Boni

- 1952: Publicación de Hardcover EP Dutton, con ilustraciones de Keith Henderson y una introducción de Orville Prescott

- 1962ː Publicación trade paperback en la Biblioteca de Fantasía Xanadu

- 1967: Paperback edición de Ballantine Books (tras el éxito de El Señor de los Anillos), con varias ediciones en diferentes años (incorporados en la serie Ballantine fantasía para adultos)

- 1999ː Reedición paperback réplica en libros de Bridgewater, Nueva Jersey

- 2000: Una edición de bolsillo en el Reino Unido en la serie de Fantasy Masterworks.

- 2008: Una nueva edición de los Libros Olvidados y el de Amazon Kindle

## Dato curioso
En la serie Fullmetal Alchemist es utilizada cierta parte de esta simbología por ejemplo los antagonistas de la serie llevan consigo el símbolo del uróboros retratado de forma estéticamente similar en ambas versiones de la serie.